# Forgotten Freshness
Forgotten Freshness è una raccolta del gruppo Horrorcore Insane Clown Posse. La raccolta contiene anche degli inediti.

## Tracce
1. Ghetto Zone - 6:02 (Da: Dog Beats)
2. Santa's a Fat Bitch - 4:22 (Da: Carnival X-Mas)
3. Clown Luv - 3:43 (Da: Fuck Off)
4. Dog Beats - 4:58 (Da: Dog Beats)
5. Southwest Strangla - 4:42 (Inedito)
6. Red Christmas - 4:26 (Da: Carnival X-Mas)
7. Hey, Vato - 5:02 (Inedito)
8. Life at Risk - 3:26 (Da: Dog Beats)
9. Fat Sweaty Betty - 4:40 (Inedito)
10. Ask You Somethin - 2:46 (Inedito)
11. 3 Rings - 4:40 (Da: Fuck Off)
12. Dead Pumpkins - 4:55 (Da: Hallowicked 1994)